# Двойной сокол
Двойной Сокол (Дью или Небиу) — древнеегипетский фараон додинастического периода, правивший Нижним Египтом в конце IV тысячелетия до н. э. (около 3200 года до н. э.) и условно относящийся к нулевой династии.
Упоминания о Двойном Соколе были обнаружены в районе Дельты Нила Нижнего Египта и указывают на то, что его правление было ограничено этим районом; также одно упоминание исходит из Абидоса. Предметами, на которых удалось прочитать его имя, являются глиняные и каменные сосуды, найденные в Эль-Беда, Туре, Эль-Мехемдия и Северо-Западном регионе полуострова Синай.
До сих пор нет ни одного другого свидетельства о его личности.

## Имя
|  |

|  |

|  |

|  |

|  |

|  |

|  |

|  |

| N26 |

| N26 |

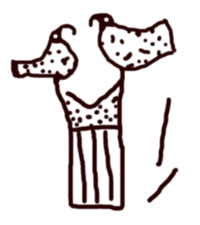
Серех Двойного сокола

Серех этого царя примечателен тем, что его венчают два сокола Гора, смотрящих друг на друга, чего не встречается ни у одного из египетских правителей, египтологи видят в этом более глубокий символизм. Два сокола могут означать Нижний Египет и Синайский полуостров, так как, скорее всего, Двойной Сокол правил и там.